# Rinorea macrophylla
Rinorea macrophylla är en violväxtart som först beskrevs av Joseph Decaisne, och fick sitt nu gällande namn av Carl Ernst Otto Kuntze. Rinorea macrophylla ingår i släktet Rinorea och familjen violväxter. Inga underarter finns listade i Catalogue of Life.